# Hilda Hope McMaugh
Hilda Hope McMaugh (11 de marzo de 1885 - 30 de marzo de 1981) fue una enfermera y piloto australiana. Fue la primera mujer australiana en obtener la certificación de piloto, recibiendo su certificado del Royal Aero Club de Inglaterra el 15 de noviembre de 1919.
Después de completar su formación de enfermería en el Hospital del Distrito de Tamworth, McMaugh se alistó en el Servicio de Enfermería del Ejército Australiano (AANS) en 1916. Al año siguiente fue enviada a El Cairo con la Fuerza Imperial Australiana (AIF). Por sus servicios durante la Primera Guerra Mundial, recibió la Medalla de Guerra Británica y la Medalla de la Victoria.
Después del Armisticio, McMaugh fue a Londres, donde obtuvo una licencia de conducir del Royal Automobile Club de Gran Bretaña, y luego, después de un mes de entrenamiento en un avión Centaur IV en el Aeródromo de Northolt, obtuvo una licencia de piloto.
En 1920, McMaugh regresó a su ciudad natal, Uralla, en Nueva Gales del Sur. Allí, tres años más tarde, fundó el Hospital Privado St Elmo, donde dirigió el lugar como matrona durante casi 30 años. Su nombre es uno de los 850 inscritos en un monumento en Central Park, Armidale. Una casa de retiro, McMaugh Gardens Retirement Home, lleva su nombre.

## Primeros años de vida
Hilda McMaugh nació como Caroline Hilda Hope McMaugh el 11 de marzo de 1885 en Kempsey, Nueva Gales del Sur, Australia, la menor de dos hijas de George McMaugh y su esposa Clementina Sarah (Daisy), de soltera Ker. En casa la conocían cariñosamente como Cissy.
Después de completar su formación de enfermería en el Hospital del distrito de Tamworth, McMaugh se alistó en la AANS el 26 de agosto de 1916. Primero sirvió en el hospital militar de Sídney, y al año siguiente fue enviada a El Cairo con la AIF. Dejó Australia el 21 de marzo de 1917 en el TSS Kanowna para servir en el 14.º Hospital General Australiano en Abbassia. Después del Armisticio, visitó Jerusalén, Bélgica y Francia. Por sus servicios durante la guerra recibió la Medalla de Guerra Británica y la Medalla de la Victoria.

## Vida en Inglaterra
En 1919, McMaugh fue enviada a Inglaterra, donde tomó lecciones de conducción y recibió una licencia del Royal Automobile Club de Gran Bretaña. También tomó lecciones de vuelo en un avión Centaur IV en la base de la Central Aircraft Company en el Aeródromo de Northolt. El 15 de noviembre de 1919, un mes después de comenzar su entrenamiento de vuelo, McMaugh se convirtió en la primera mujer australiana en calificar como piloto y recibió su certificado, No. 7818, del Royal Aero Club de Inglaterra. Ese día, un periódico describió las condiciones climáticas como un «día salvaje y desagradable», la prueba duró cinco horas y a ella «no le importó un comino el clima y descendió como ganadora en medio de una lluvia de aplausos de felicitación de sus compañeros de estudios, todos hombres excepto ella». El 16 de noviembre de 1919, el Sunday Times informó:
La señorita McMaugh, una dama australiana, después de sólo un mes de entrenamiento, pasó ayer con éxito sus pruebas y recibió el certificado de piloto del Royal Aero Club. Voló una máquina Centaur 4.
En ese momento, se informó que afirmó que le resultaba más fácil volar un avión que conducir un automóvil, y explicó que «no hay policías ni multitudes allí arriba». Los periódicos informaron que podía dar vueltas y que durante la prueba final «se sentía como un pájaro». Ella se describió a sí misma como «dominando las palancas».

## Vida posterior
McMaugh regresó a Australia el 12 de enero de 1920. Su nombramiento en el Servicio de Enfermería del Ejército Australiano finalizó el 16 de marzo de 1920. A las mujeres no se les permitía tener una licencia de piloto en Australia y a McMaugh no se le permitía volar allí. En 1923, de vuelta en su ciudad natal, Uralla, Nueva Gales del Sur, compró un antiguo edificio escolar y en él estableció un hospital privado, St Elmo's. Ese año, fue inaugurado por el general Charles Frederick Cox, que conocía a McMaugh del servicio militar.
En años posteriores financió una piscina para el hospital, construida por hombres locales que habían perdido ingresos como resultado de la Gran Depresión. Es posible que haya recibido dinero de una apuesta sobre Old Rowley, un caballo de carreras que ganó la Copa Melbourne.  Se jubiló en 1950, después de haber dirigido el hospital como matrona durante casi 30 años. El hospital se vendió a WL Colen y Ted Spensley y se convirtió en hotel, antes de convertirse más tarde en propiedad residencial.

## Muerte y legado
McMaugh murió en Uralla el 30 de marzo de 1981. Su nombre es uno de los 850 inscritos en la Armidale Memorial Fountain, en Central Park, Armidale. Una casa de retiro, McMaugh Gardens Retirement Home, lleva su nombre.